# Artemisia tsuneoi
Artemisia tsuneoi là một loài thực vật có hoa trong họ Cúc. Loài này được Tatew. & Kitam. mô tả khoa học đầu tiên năm 1938.